# ملودك ديث ميتال
ملودك ديث ميتال (يشار إليه أيضًا باسم ميلو ديث) هو تصنيف فرعي من الديث ميتال يستخدم مقطوعات غيتار ذات نوتات عالية، وغالبًا ما يستعير من موسيقى الهيفي ميتال التقليدية (بما في ذلك الموجة الجديدة من الهيفي متال البريطاني)، يتميز هذا النوع بثقل الديث ميتال ولكن مع مقطوعات غيتار عالية النسق أو الانسجامية، وغالبًا ما يتميز بصوت صاخب عالي النبرة (يختلف عن الديث ميتال التقليدي) جنبًا إلى جنب مع الغناء غير اللحني منخفض النبرة الظاهرة عادةً في الديث ميتال التقليدي، ومن ابتكارفرقة الهيفي ميتال الإنغليزية Carcass بألبومها Heartwork المصدرعام 1993، وتطَورت موسيقى الملودك هيفي ميتال إلى حد أبعد في السويد (عملت على تطويرها فرق مثل At the Gates وDark Tranquility وIn Flames) في منتصف التسعينيات، ساهم مسرح الديث ميتال السويدي كثيرًا في الترويج لهذا النوع، وسرعان ما تمحور في مسرح «غوتنبرغ ميتال»، فكان ألبوم Slaughter of the Soul لفرقة The Gates، وThe Gallery لفرقة Dark Tranquility، وThe Jester Race لفرقة In Flames، واللاتي أُصدرت جميعًا في منتصف التسعينيات، تأثير بالغ على موسيقى الملودك ديث ميتال، حيث كانت فرقتا At the Gates وIn Flames هما أكثر الفرق الشائعة تأثيرًا على فرق الهيفي ميتال في أمريكا الشمالية في العقد الأول من القرن الحادي والعشرين، فقامت فرق هيفي ميتال أمريكية عدة بمحاكاة مقطوعات At the Gates، مما نجم عنه ولادة عبارة "At the Gates worship" في موسيقاهم.
وفي أواخر التسعينيات وأوائل العقد الأول من القرن الحادي والعشرين، ظهرت العديد من فرق الملودك ديث ميتال، بمن فيها Children of Bodom وArch Enemy وAmon Amarth وThe Black Dahlia Murder وSoilwork، في العقد الأول من القرن الحادي والعشرين، اكتسبت موسيقى الملودك ديث ميتال شعبية بين عشاق موسيقى الهيفي ميتال، بدءًا بإصدار ألبوم فرقة In Flames لعام 2002 Reroute to Remain، والذي أظهر نقلة نوعية في الحفاظ على نغمة الملودك ديث ميتال للفرقة أثناء استخدام نغمات أكثر انتقائية، وسرعان ما حققت العديد من فرق الملودك ديث ميتال الأخرى النجاح على سجلات العرض.
وفي منتصف العقد الأول من القرن الحادي والعشرين، حققت موسيقى الملودك ميتال كور، وهو تصنيف فرعي من موسيقى الميتال كور الجامعة بين هذا التصنيف وموسيقى الملودك ديث ميتال، شعبية ونجاحاً في كلي من السجلات والمبيعات لفرق كـ Killswitch Engage وAll That Remains وAs I Lay Dying، كما تأثرت فرق موسيقى الديث كور خلال هذه المدة الزمنية مثل فرقة Bring Me the Horizon وThrough the Eyes of the Dead بموسيقى الملودك ديث ميتال وحققت شهرةً خاصة.

## خصائصه الموسيقية
تدمج موسيقى الملودك ديث ميتال بين موسيقى الديث ميتال وعناصر من موسيقى الهيفي ميتال التقليدية الممتدة حتى موسيقى الموجة الجديدة من الهيفي ميتال البريطاني، لا سيما مقطوعات الغيتار اللحنية أو الانسجامية، بجنب الغيتارات ذات الصوت شديد التشوه، وأنماط الدق السريعة للطبل الكبير والقرع الانفجاري العرضي للديث ميتال،   ويتميز النمط الصوتي عادةً إما بصراخ عالي النبرة (يختلف عن موسيقى الديث ميتال التقليدية) أو الغناء غير اللحني منخفض النبرة (على غرار موسيقى الديث ميتال التقليدية).

## التاريخ

### أوائل منتصف التسعينيات

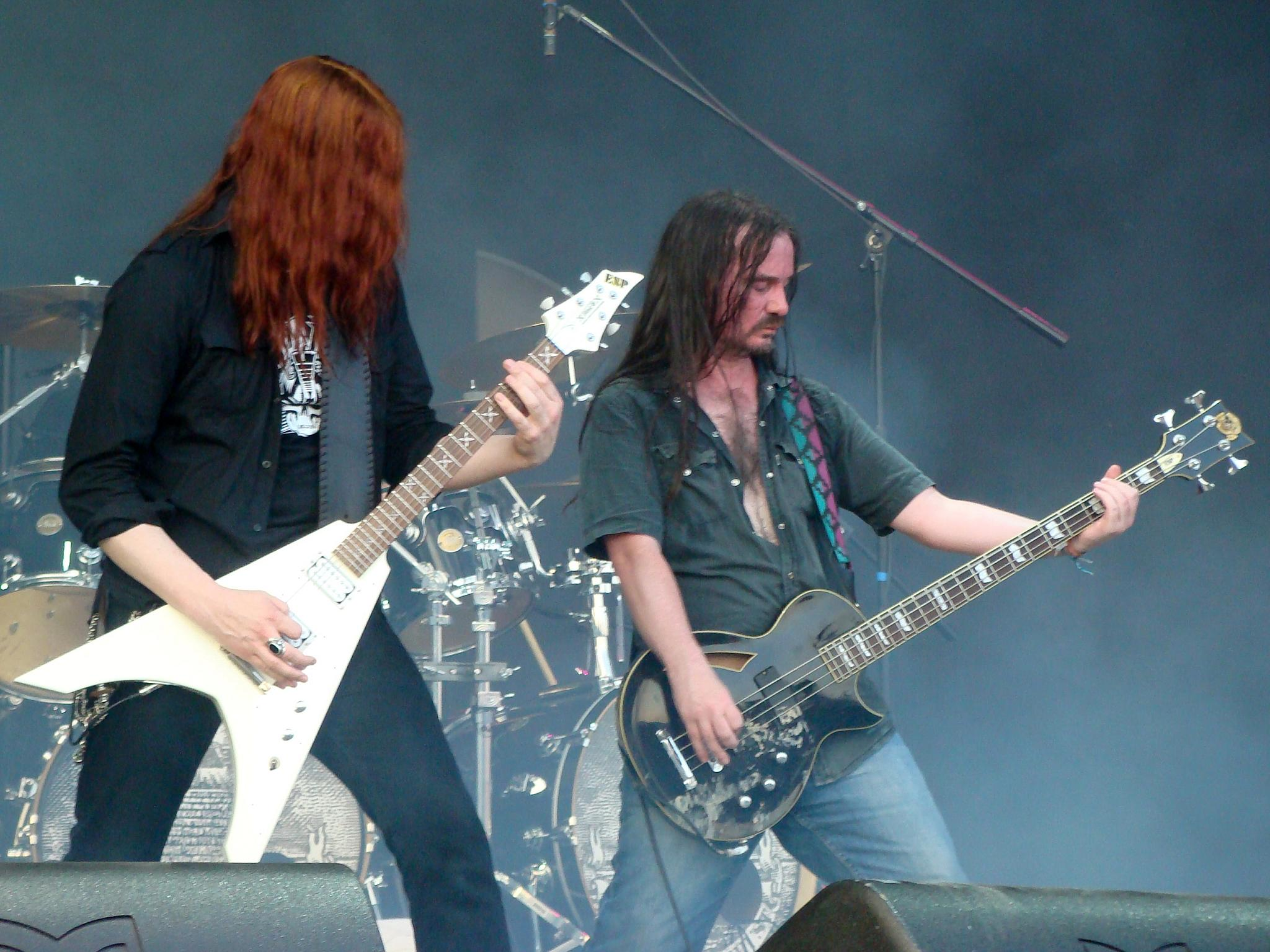
ساعدت فرقة Carcass في تطوير تصنيف الملودك ديث ميتال بألبومها Heartwork الصادر عام 1993.

يُعزى الشيء الكثير لأصول وشعبية موسيقى الملودك ديث ميتال إلى الفرق الموسيقية At the Gates وIn Flames وDark Tranquility، والتي عرّفت أصدراتها المُطلقة في منتصف التسعينيات من القرن الماضي (وهي Slaughter of the Soul وThe Jester Race وThe Gallery، تباعاً) هذا التصنيف وأرست الأساس لمسرح غوتنبرغ ميتال، وعد الكاتب غاري شارب يونغ أن مسرح غوتنبرغ هو الخلاص التجاري لموسيقى الديث ميتال: «غدت غوتنبرغ مدينة تامبا الجديدة فنال هذا التصنيف على مدٍ جديد للحياة»،  ويمكن اقتفاء العناصر اللحنية الاسمية إلى الأشكال الأساسية للموسيقى الإسكندنافية التقليدية، والفرقة المبتكرة الأخرى هي الفرقة الإنغليزية Carcass، والتي تبنت الأسلوب الموسيقي المسمى الغرايند كور في أول إصدارين لها ولكنها تحولت إلى أسلوب الديث ميتال بل وأضفت عليه أسلوب لحني متزايد في ألبومها Necroticism - Descanting the Insalubrious الصادر عام 1991 وألبومها الآخر Heartwork المُصدر عام 1993   ويعتبر ألبوم Symbolic لفرقة Death ذا تأثير كذلك في تطوير هذا التصنيف،  كما أن فرقتيCeremonial Oath وEucharist فرقتان موسيقيتان تتبنى أسلوب الملودك ديث ميتال؛ ومع ذلك، لم تنالا الكثير من الاهتمام خارج مسرحهم الخاص.

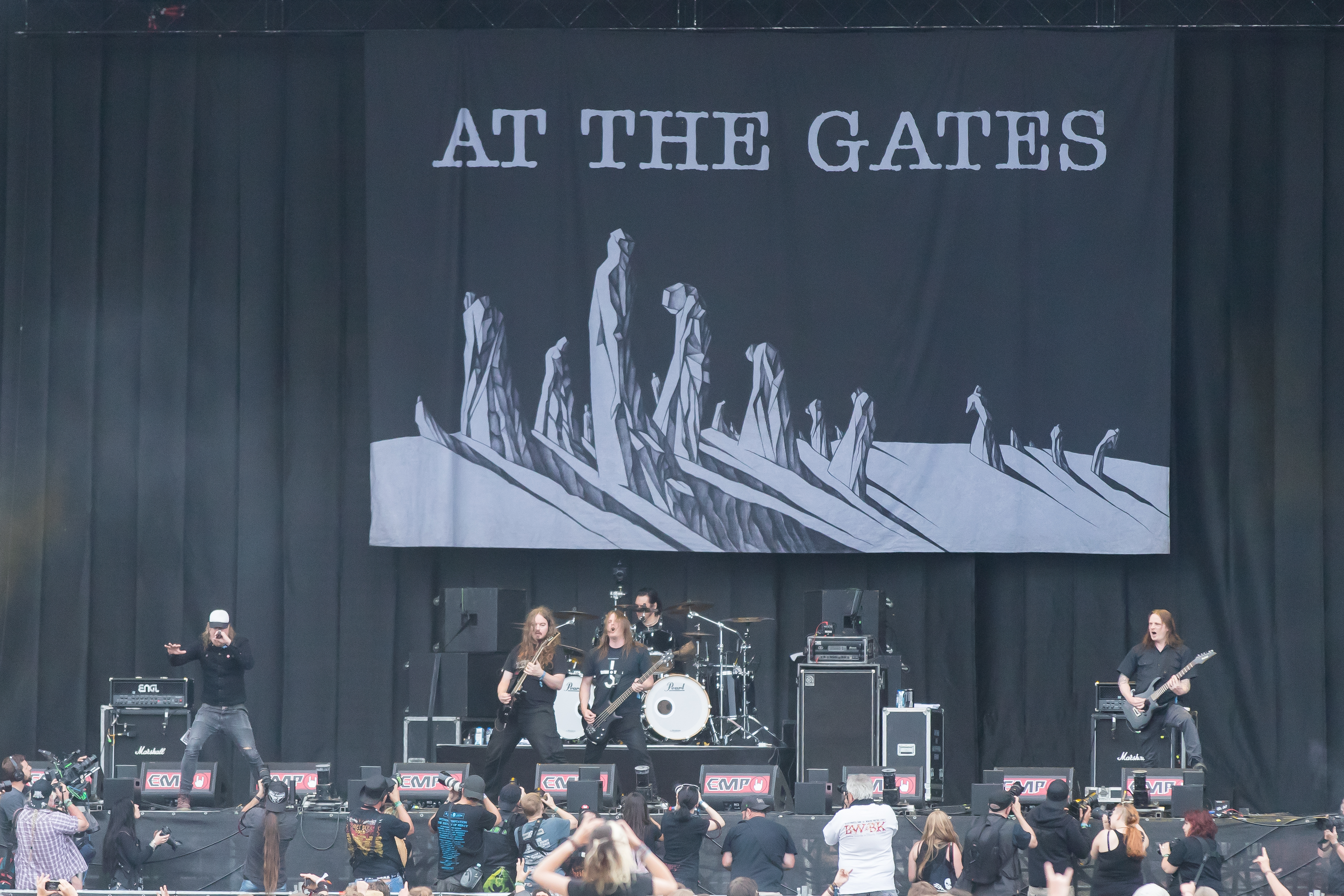
At the Gates مباشرة في مهرجان Summer Breeze Open Air في عام 2016

جمع ألبوم The Jester Race لفرقة In Flames موسيقى الديث ميتال مع مقطوعات الغيتار المأخوذة بقوة من غناء فرق مثل Iron Maiden وJudas Priest، وتتناقض أنغام الألبوم بصورة كبيرة مع موسيقى الديث ميتال التقليدية، وجعل موسيقى الديث ميتال السويدية في متناول لمزيد من العشاق مقارنة بألبومات موسيقى الديث ميتال السويدية الأخرى التي استحدثت أنغاماً جديدة، بم في ذلك موسيقى Death 'n' roll لفرقة Entombed في ألبومها Wolverine Blues، وساهمت فرقة AT The Gates بألومها Slaughter of the Soul بالتأثير في العديد من فرق الميتال الأمريكية، وبخاصة فرق الميتال كور والتي تستخدم مقطوعات الغيتار والغناء التي تحاكي موسيقى فرقة At the Gates، كما جذب هذا الأنغام الموسيقية انتباه موقع خدمة الدليل الموسيقي أول ميوزك كونها أكثر قابلية للتجزيئ من أنغام فرق الديث ميتال الأخرى، والمتمثلة في الصرخات عالية النبرة التي رسمت المسار لظهور فرق الاسكريمو (screamo) الأمريكية، في العقد الأول من الألفية الثانية،  حقق ألبوم الآنف ذكره شعبية لفرقة At the Gates في تصنيف الأندرغراوند (Underground)، بما في ذلك التناوب على أخذ الأدوار في برنامج Headbanger's Ball والذي يعرض على قناة MTV ، ونال ترشيحاً في حفل جوائز غراميز السويدي، وجولات أمريكية مع كلي من فرقتي Morbid Angel وNapalm Death.

### أواخر التسعينيات

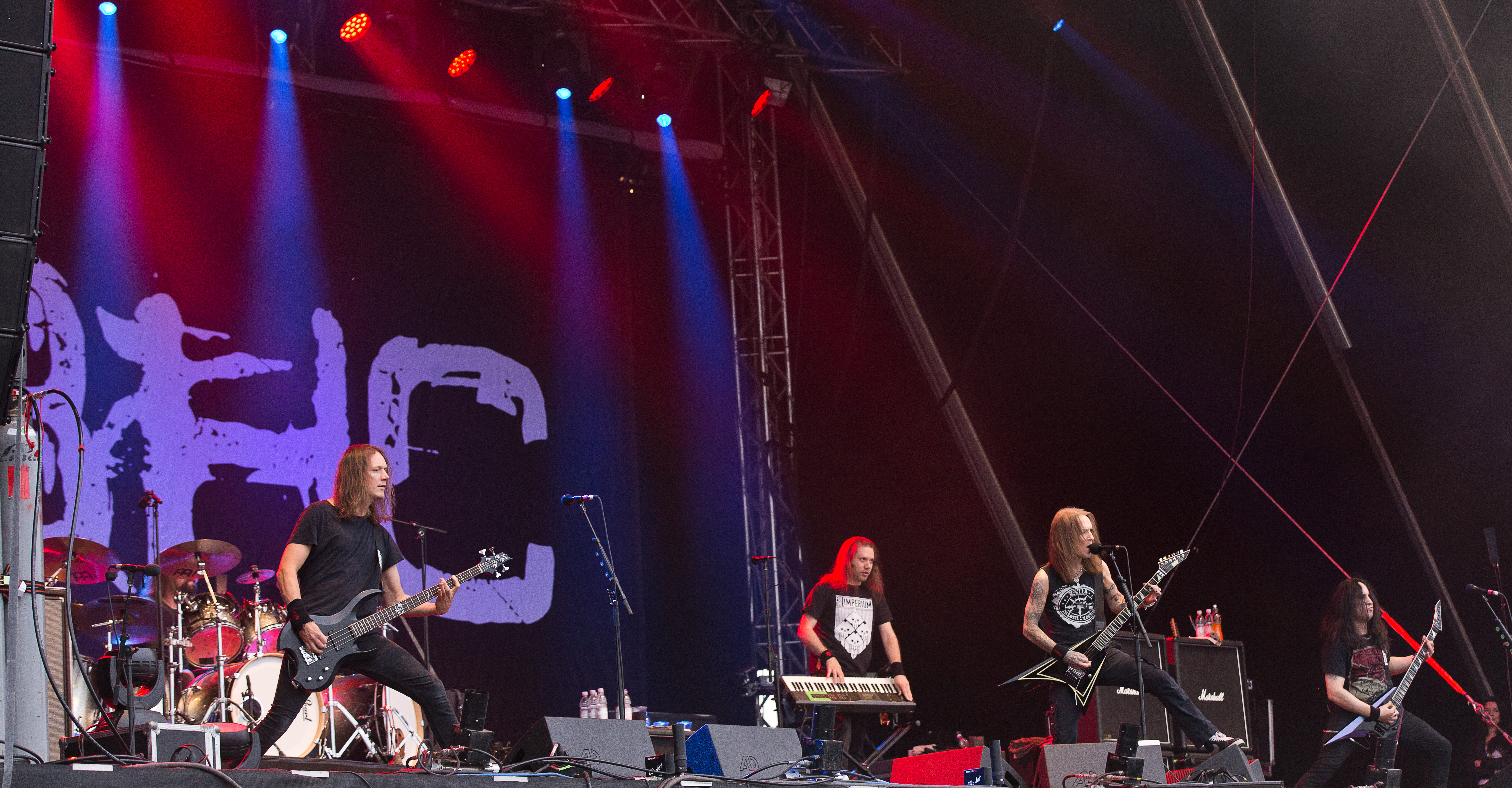
قامت فرقة Children of Bodom بدمج موسيقى الملودك ديث ميتال مع تأثيرات موسيقى باور ميتايال.

في أواخر التسعينيات وأوائل العقد الأول من الألفية الثانية، توسعت موسيقى الملودك ديث ميتال بسرعة مع ظهور العديد من الفرق الموسيقية، بمن فيهم فرق Amon Amarth، وThe Black Dahlia Murder، وArch Enemy، وSoilwork، وChildren of Bodom،  وعلاة على ذلك، راحت التصنيفات الأخرى تشرع في تبني موسيقى الملودك ديث ميتال كمؤثر عليها، متضمنةً موسيقى الملودك ميتال كور والملودك بلاك/ديث،  ويزعم ستيوارت مايسون أن موسيقى الملودك الميتال كور أضحت شائعة جدًا في الولايات المتحدة، باستخدام مصطلح «سويد كور» لوصف موسيقى الميتال ذات الأسلوب الاسكندنافي كما تعزفه الفرق غير الشمالية،  وتأثرت العديد من فرق الملودك ديث ميتال والميتال كور الحديثة بشدة (لاسيما عقب أن ارتفعت شعبية فرقة الملودك ميتال كور Killswitch Engage) بشكل كبير بألبوم Slaughter of the Soul لفرقة At the Gates وكان لها تأثير في موسيقاهم، فالعديد من فرق الهيفي ميتال في منتصف العقد الأول من الألفية الثانية، صُنفت بدورها في قائمة عبارة "At the Gates worship" (كدليل على أثر الفرقة).

### شعبية وظهور موسيقى الملودك ميتال كور في الألفية الثانية

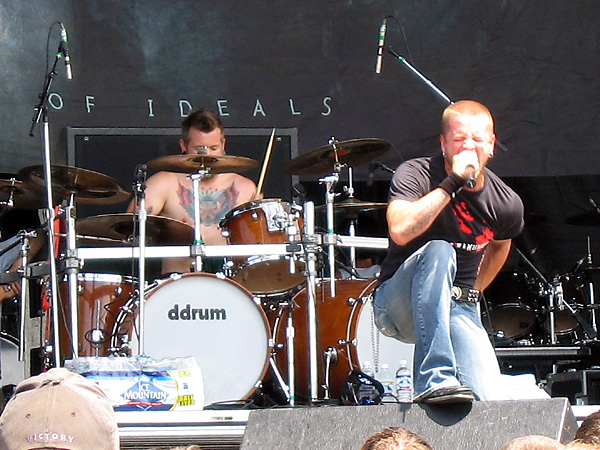
فرقة الملودك ميتال كور All That Remains تؤدي عرضاً في مهرجان Ozzfest لعام 2006

في العقد الأول من الألفية الثانية، غدت موسيقى الملودك ميتال كور شائعةً بين عشاق موسيقى الهيفي ميتال، وفي عام 2002، بلغ ألبوم Reroute to Remain لفرقة In Flames ذروته في محتلاً المرتبة 10 على قائمة ترتيب Top Heatseekers،  محافظاً على أنغام الملودك ديث ميتال للفرقة ومُظهراً مزيجًا متنوعًا من التصنيفات الموسيقية المختلفة، مستخدمةً أسلوب غناء الإلكترونيكا العرضي وأجهزة مزج الهيب هوب والغناء العرضي النظيف، فساعد هذا في اكتساب الفرقة شكلاً وعدداً جديداً من المعجبين بينما أدى إلى إبعاد المعجبين بأعمال In Flames المبكرة،  وبلغ ألبوما Soundtrack to Your Escape الصادر عام 2004 وCome Clarity المصدر عام 2006 لفرقة In Flames ذروتهما محتلين المرتبتين 145 و58 على ترتيب قائمة بيلبورد 200 على التوالي،  إلى جانب منح الألبوم الأخير الفرقة جائزة غراميز السويدية،  وكان لفرق Black Dahlia Murder وArch Enemy وChildren of Bodom وAmon Amarth وجود كذلك على قائمة بيلبورد200 خلال العقد الأول من الألفية الثانية، وفي منتصف أواخر العقد الأول من القرن الحادي والعشرين، أصبحت موسيقى الميتال كور واحدة من أشهر تصنيفات موسيقى الهيفي ميتال، حيث حققت فرق كـ Killswitch Engage وUnearth وBullet for My Valentine وAll That Remains وShadows Fall وAtreyu النجاح، بتصدرها المهرجانات الكبرى وبيعها الكثير من التسجيلات الموسيقية،  وجمعت نغمات الملودك ميتال كور بين عناصر موسيقى الديث ميتال مثل مقطوعات الغيتار اللحنية والصراخ بعناصر من الأسلوب الأصلي لموسيقى الميتال كور كالوقفات، وكانت فرقتا At The Gates وIn Flames ذوات تأثير كبير على هذه الفرق الموسيقية،   وغالبًا ما يُنسب الفضل إلى فرقة Killswitch Engage باعتبارها الفرقة التي جلبت موسيقى الملودك ميتال كور إلى الوسط الرئيس بين عشاق موسيقى الهيفي ميتال،  فبعضة من فرق موسيقى الديث كور خلال هذا الوقت مثل " Through the Eyes of the Dead" و" Bring Me the Horizon"، جمعت بين موسيقى الديث كور والملودك ديث ميتال.

## التصنيفات الفرعية
وراحت العديد من فرق الملودك ديث ميتال تستمد الإلهام من موسيقى البلاك ميتال والرومانسية الأوروبية، فأشير إلى هذا النمط بـ بلاكيند ميلودك ديث ميتال،  وملودك بلاكيند ديث ميتال  لودك بلاك ديث، ولك، على عكمعظم م تصنيت اعظلبل كاميتالء اخلأى، فإن ه المامأ ذنحول هذا التصنيع من الموسيقى ضمّنمل إحساسًا متزايدًب باللحن والسرد. 
والملودك ميتال كور هو تصنيف اندماجي، يتضمّن على عناصر من موسيقى الميتال كور والملودك ديث ميتال، وبتركيز شديد على الآلات الموسيقية اللحنية، والقرع الانفجاري، والوقفات بأسلوب غناء الميتال كور والغناء النظيف،  وغالبًا ما تستمد هذه الفرق تأثيرًا من مقطوعات الغيتار وأساليب الكتابة لفرق موسيقى الملودك ديث ميتال السويدية، لا سيما فرق At the Gates وIn Flames وArch Enemy وSoilwork. 